# Союз МС-05
«Союз МС-05» — российский транспортный пилотируемый космический корабль серии «Союз МС» семейства «Союз», старт которого осуществлен 28 июля 2017 года с космодрома Байконур. После четырёхвитковой схемы сближения, 29 июля в 01:01 мск корабль пристыковался к международной космической станции. А в 02:58 мск, экипаж МКС-52/53 перешел на борт МКС. Это 132-й пилотируемый полёт корабля «Союз», первый полёт которого состоялся в 1967 году.

## Экипаж
| Космонавт          | Должность                                                        | № полёта        | Корпорация      |                 |                 |                 |
| Основной экипаж    | Основной экипаж                                                  | Основной экипаж | Основной экипаж | Основной экипаж | Основной экипаж | Основной экипаж |
| ------------------ | ---------------------------------------------------------------- | --------------- | --------------- | --------------- | --------------- | --------------- |
| Сергей Рязанский   | Командир ТПК «Союз МС», бортинженер МКС-52/53                    | 2               | Роскосмос       |                 |                 |                 |
| Рэндольф Брезник   | Бортинженер-1 ТПК «Союз МС», бортинженер МКС-52, командир МКС-53 | 2               | НАСА            |                 |                 |                 |
| Паоло Несполи      | Бортинженер-2 ТПК «Союз МС», бортинженер МКС-52/53               | 3               | ЕКА             |                 |                 |                 |
| Дублёры            |                                                                  |                 |                 |                 |                 |                 |
| Александр Мисуркин | Командир экипажа                                                 | 2               | Роскосмос       |                 |                 |                 |
| Марк Т. Ванде Хай  | Бортинженер-1                                                    | 1               | NASA            |                 |                 |                 |
| Норисигэ Канаи     | Бортинженер-2                                                    | 1               | JAXA            |                 |                 |                 |

## Подготовка к полёту

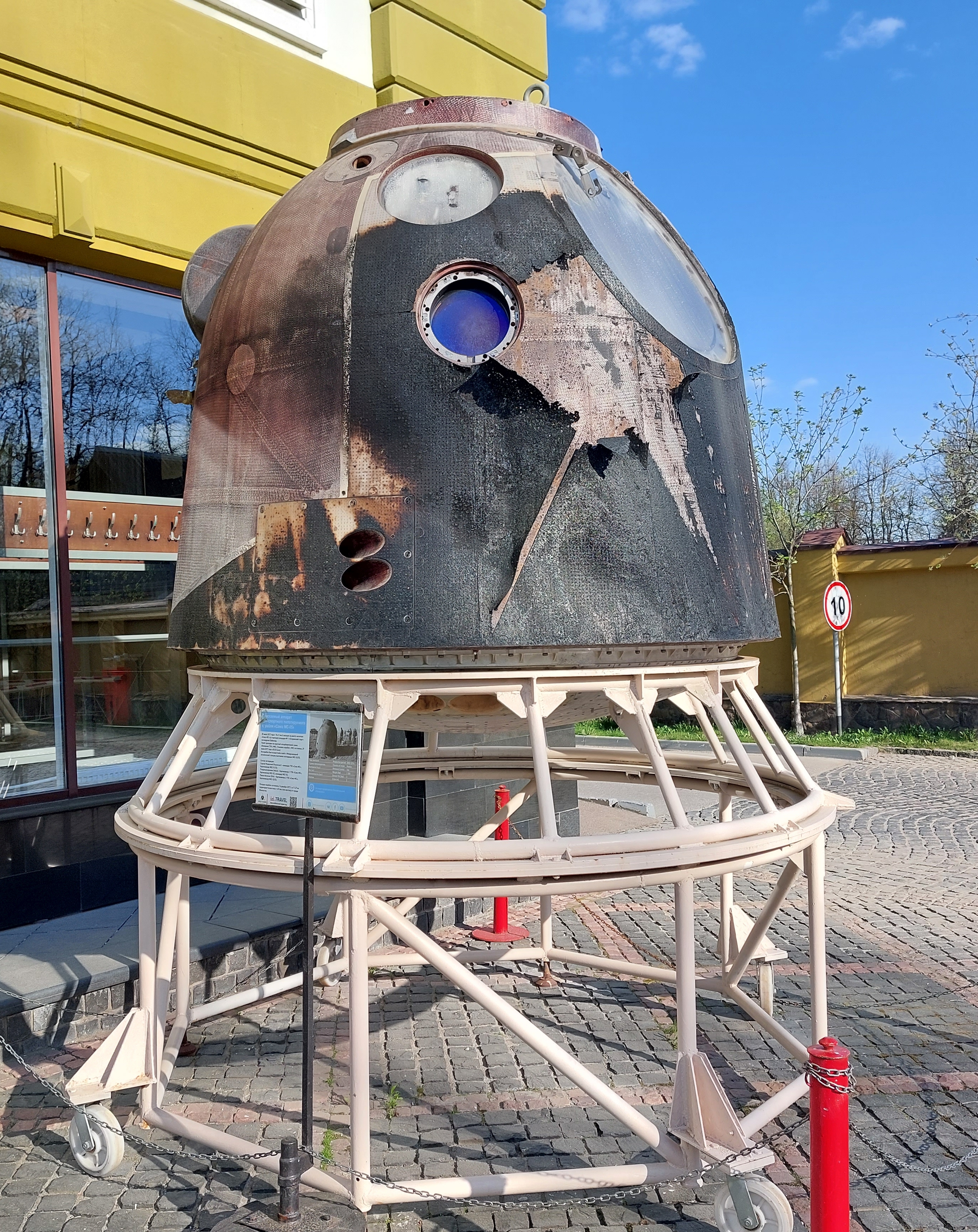
Спускаемый аппарат космического корабля «Союз МС-05». Музей техники Вадима Задорожного

8 октября 2016 года Межведомственная комиссия Госкорпорации «РОСКОСМОС» утвердила составы основных и дублирующих экипажей длительных экспедиций (МКС-51/52, 52/53, 53/54, 54/55) к Международной космической станции в 2017 году. Командиром основного экипажа корабля «Союз МС-05» назначен С. Рязанский (РОСКОСМОС), бортинженерами Р. Брезник (NASA) и П. Несполи (ESA).
В январе 2017 года транспортный пилотируемый корабль с заводским номером 734, который готовился для доставки экипажа «Союз МС-04» на МКС, был заменён на ТПК с заводским номером 735 (готовился для полета экипажа «Союз МС-05»). По сообщению Роскосмоса — замена кораблей не связана с техническими причинами.
С 5 по 20 апреля 2017 года Сергей Рязанский и Рэндольф Брезник на космодроме Байконур проходили предстартовую подготовку в составе дублирующего экипажа ТПК «Союз МС-04».
16 июля 2017 года основной и дублирующий экипажи ТПК «Союз МС-05» прибыли на космодром Байконур. 17 июля экипажи провели первую тренировку в ТПК «Союз МС-05». Космонавты и астронавты примерили скафандры «Сокол-КВ» и после теста на их герметичность заняли места в космическом корабле. Экипажи проверили систему радиосвязи, лазерный дальномер, ознакомились с бортовой документацией, изучили программу полёта и список запланированных к доставке на МКС грузов. 18 июля состоялась церемония поднятия флагов стран, участвующих в запуске космического корабля. Традиционное мероприятие символизирует официальный старт заключительного этапа подготовки космонавтов к пилотируемому запуску.
19 июля ТПК «Союз МС-05» был заправлен компонентами топлива и сжатыми газами.

## Полёт
28 июля 2017 года в 18:41 мск с космодрома Байконур стартовала ракета-носитель «Союз-ФГ» с транспортным пилотируемым кораблём (ТПК) «Союз МС-05». Полёт проходил по короткой четырёхвитковой схеме сближения ТПК с МКС. Стыковка корабля со станцией произошла 29 июля 2017 года в 1:01 мск. А в 2:58 мск экипаж перешёл на борт МКС.
14 декабря 2017 года в 8:14 мск корабль отстыковался от МКС и в 11:38 мск совершил посадку в казахской степи.

## Эмблема
31 октября 2016 года экипаж корабля объявил открытый конкурс по созданию эскиза эмблемы ТПК «Союз МС-05». Победитель получит в подарок эмблему со скафандра командира корабля после его возвращения из космической экспедиции и ценные подарки от РОСКОСМОСА. Конкурс проходил до 25 ноября 2016 года. Итоги планировалось подвести 1 декабря 2016 года, но в связи с большим количеством работ присланных на конкурс (более 700), экипаж принял решение о переносе объявления победителей на «резервную дату» — 21 декабря 2016 года. По результатам конкурса, экипажем было выделено пять работ и решено взять за основу для создания официальной эмблемы корабля «Союз МС-05» эскиз, разработанный Тимофеевой Анастасией Сергеевной (художницей из Екатеринбурга работающей под псевдонимом Space Scriptor). По словам автора:

В основу дизайна легла сетка комплекса ручной и автоматической стыковки «Курс», установленной на МКС, и собственно изображение корабля «Союз». И это означает пожелание успешного выполнения стыковки в автоматическом режиме. Три крупные звезды в правой верхней части символизируют трёх членов экипажа, более мелкие точки в нижней полусфере нашивки повторяют созвездия, под которыми родился каждый из членов экипажа, а изображение и надпись по-гречески «Борей» соответствует позывному командира экипажа и всего корабля

Кроме указанной, экипаж отметил работы Сусловой Марии Андреевны (Калининград), Измайлова Марата Тахировича (Москва), Ушаковой Виктории Вадимовны (Санкт-Петербург) и Субботина Андрея Ивановича (Советская Гавань).
13 января 2017 года экипажи пилотируемых кораблей «Союз МС-04» и «Союз МС-05» утвердили эмблемы миссий. В композиции эмблемы «Союз МС-05» присутствуют основные составляющие будущей экспедиции. Мишень контроля стыковки из пунктирных линий показывает: корабль «Союз МС-05» прибыл к цели, Международной космической станции. Справа — стилизованное изображение позывного экипажа «Борей» (в греческой мифологии — олицетворение северного ветра). Рядом расположены три звезды, символизирующие трёх членов экипажа, а созвездие Скорпиона в нижней левой части эмблемы — это зодиакальное созвездие командира корабля Сергея Рязанского, по мнению космонавта «самого красивого на небе». По внешнему кругу эмблемы нанесены фамилии членов экипажа, а также флаги России, США и Италии.